# 金黄隆首蛛
金黄隆首蛛（学名：[Entelecara aurea] 错误：{{Lang}}：文本有斜体标记（帮助））为皿蛛科隆首蛛属的动物。在中国大陆，分布于湖北等地。该物种的模式产地在湖北。